# Tatjana Borissowna Arbusowa
Tatjana Borissowna Arbusowa (russisch Татьяна Борисовна Арбузова; * 21. Oktober 1936; † 14. Dezember 1996) war eine sowjetische bzw. russische Baustoffkundlerin und Hochschullehrerin.

## Leben
Arbusowa studierte am Bauingenieurwesen-Institut Kuibyschew (KuISI) mit Abschluss 1959 als Bauingenieurin, um dann in Swerdlowsk als solche zu arbeiten.
Im Moskauer Allunionsforschungsinstitut für Baustoffe absolvierte Arbusowa 1970–1973 die Aspirantur, an deren Ende sie ihre Kandidat-Dissertation über die Eigenschaften und das besondere Verhalten von Beton mit Schlackenkies aus Wärmekraftwerken mit Erfolg für die Promotion zur Kandidatin der technischen Wissenschaften verteidigte.
Darauf arbeitete Arbusowa im KuISI bis zu ihrem Tode. Sie war zunächst Assistentin am Lehrstuhl für Baustoffe, dann Dozentin und leitete ab 1991 diesen Lehrstuhl, nachdem sie 1990 ihre Doktor-Dissertation über die Verwertung von tonerdehaltigen Klärschlämmen für allgemeine und besondere Baustoffe mit Erfolg für die Promotion zur Doktorin der technischen Wissenschaften verteidigt hatte. Von ihrem Nachfolger S. F. Korenkow und ihren Schülern wurde diese Forschungsrichtung weiterverfolgt. Sie wurde zum Korrespondierenden Mitglied der Russischen Akademie der Architektur und Bauwissenschaften gewählt und war Vollmitglied der Russischen Akademie für Ökologie.

## Ehrungen, Preise
- Abzeichen "Erfinder der UdSSR"[2]
- Verdiente Wissenschaftlerin der Russischen Föderation (1996)[2][4]